# Knorrstraße
Die Knorrstraße ist eine etwa 2,6 km lange Straße im Münchner Stadtbezirk Milbertshofen-Am Hart. Sie verläuft von der Belgradstraße am Petuelpark nach Norden zur Rathenaustraße, wo sie sich als Lieberweg fortsetzt. Sie wurde im Jahr 1913 nach der bürgerlichen Familie Knorr benannt.

## Beschreibung
An ihr liegt das Sozialbürgerhaus Nord (101), das Bayerische Landesamt für Verfassungsschutz (139), das BMW Group Forschungs- und Innovationszentrum (147), das Gymnasium München-Nord (171), der Petuelpark, der Korbinianplatz, der Münchner Nordring, die Baudenkmäler 53 und 12: eine 1898 von Franz Rank gebaute Kleinvilla (zweigeschossiger Schopfwalmdachbau in historisierenden Formen mit teilweise verbrettertem Giebelfeld, Treppenhausturm mit Haubendach und Putzgliederung) sowie die U-Bahnhöfe der Linie U2: Milbertshofen, Frankfurter Ring und Am Hart. An der Ecke Petuelpark steht ein Geisterrad .

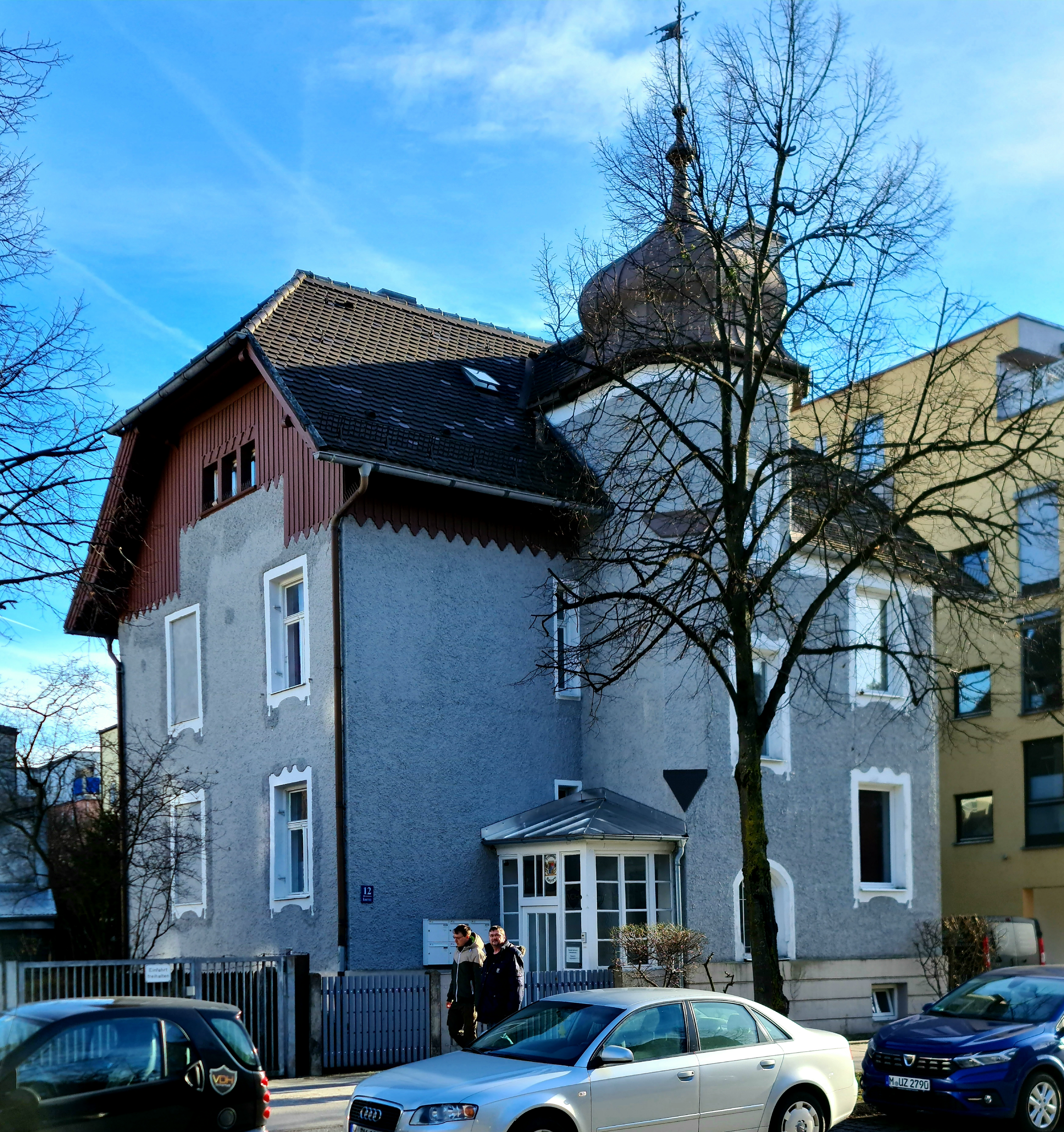
Knorrstraße 12
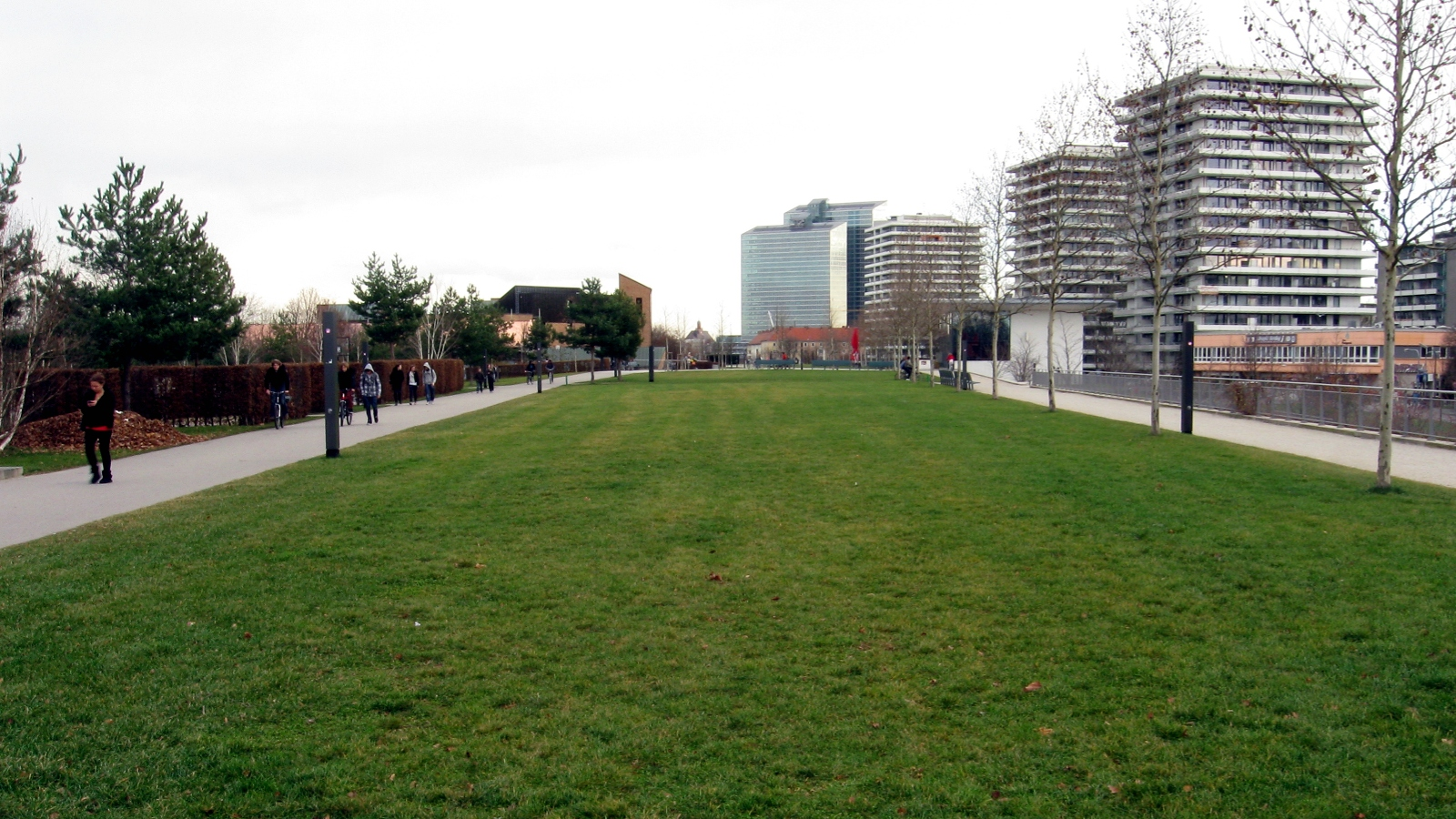
Petuelpark
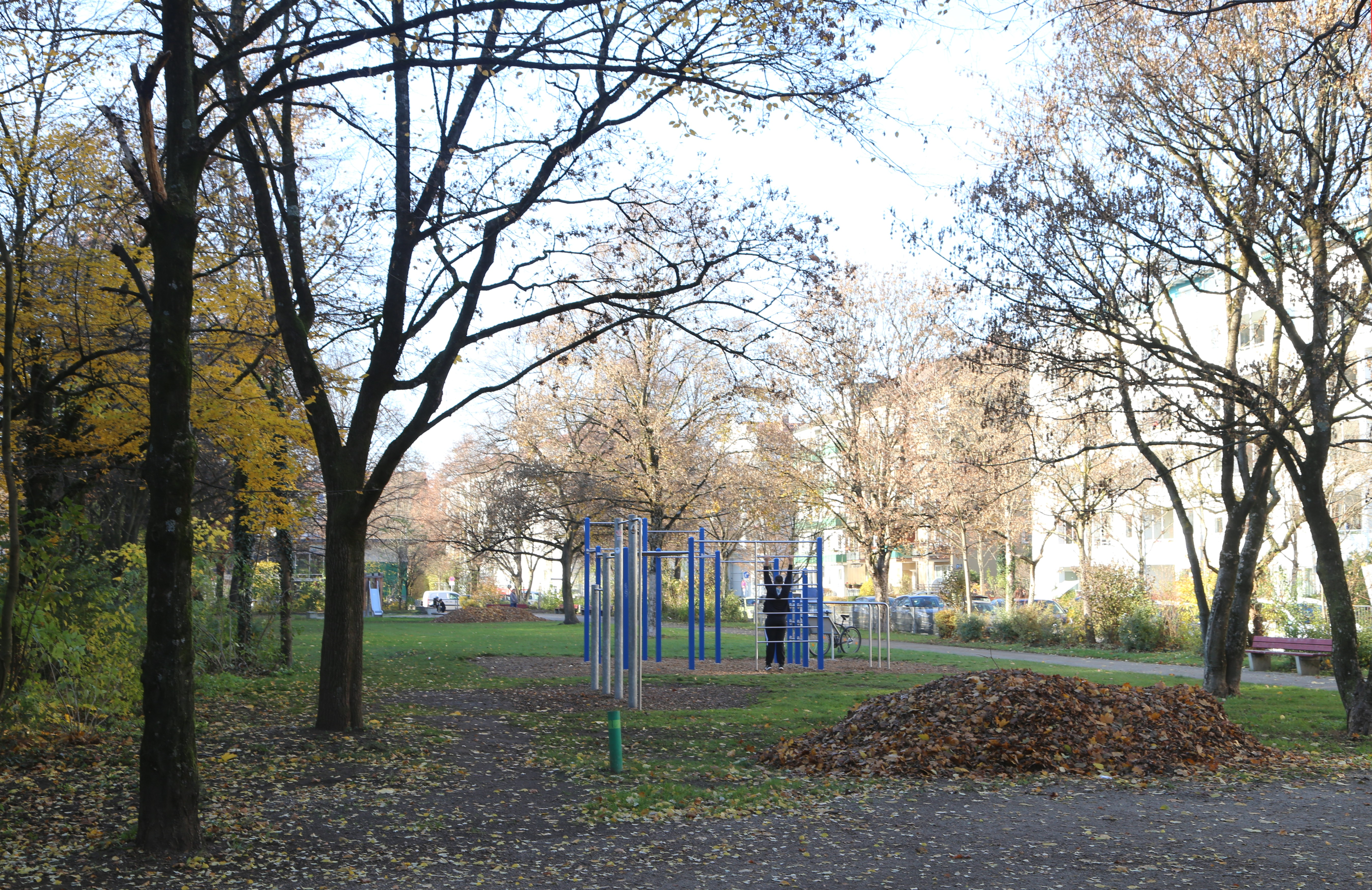
Korbinianplatz
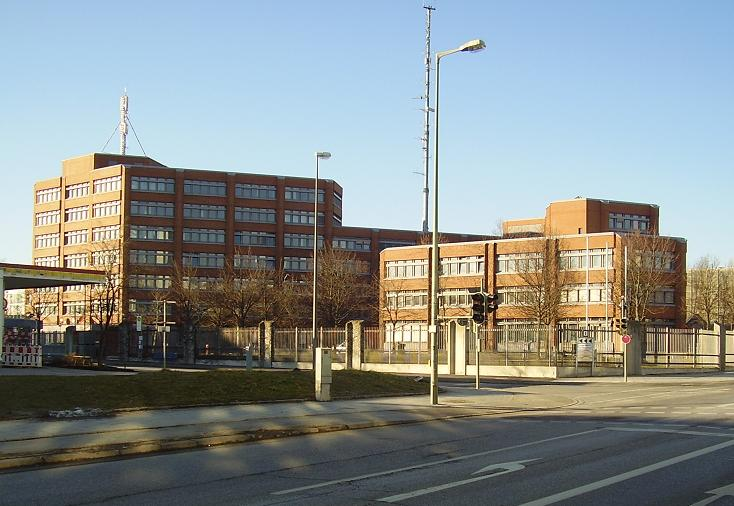
Bayerisches Landesamt für Verfassungsschutz
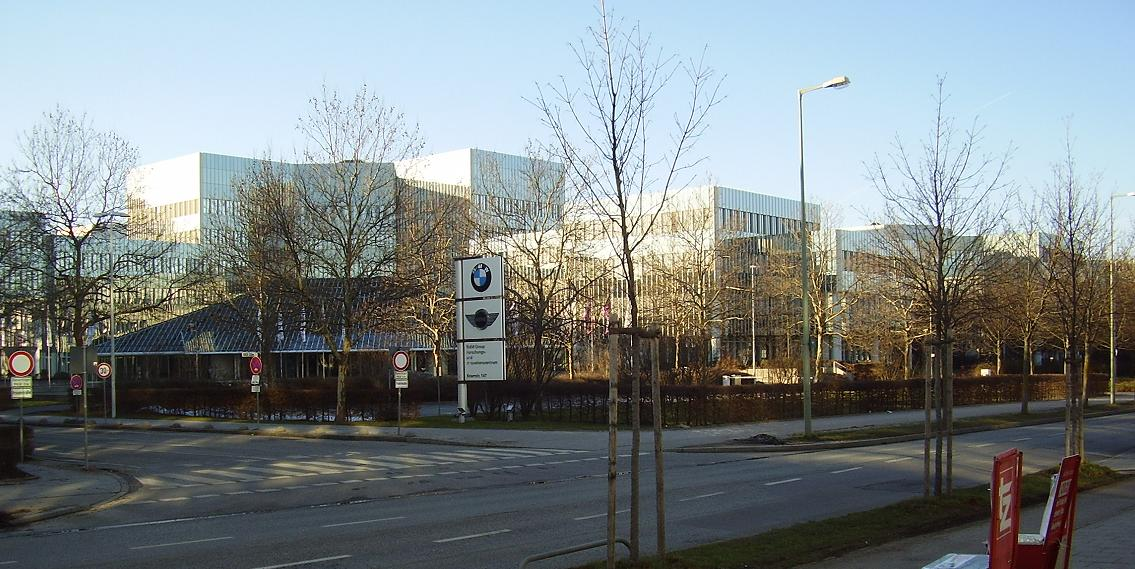
BMW FIZ
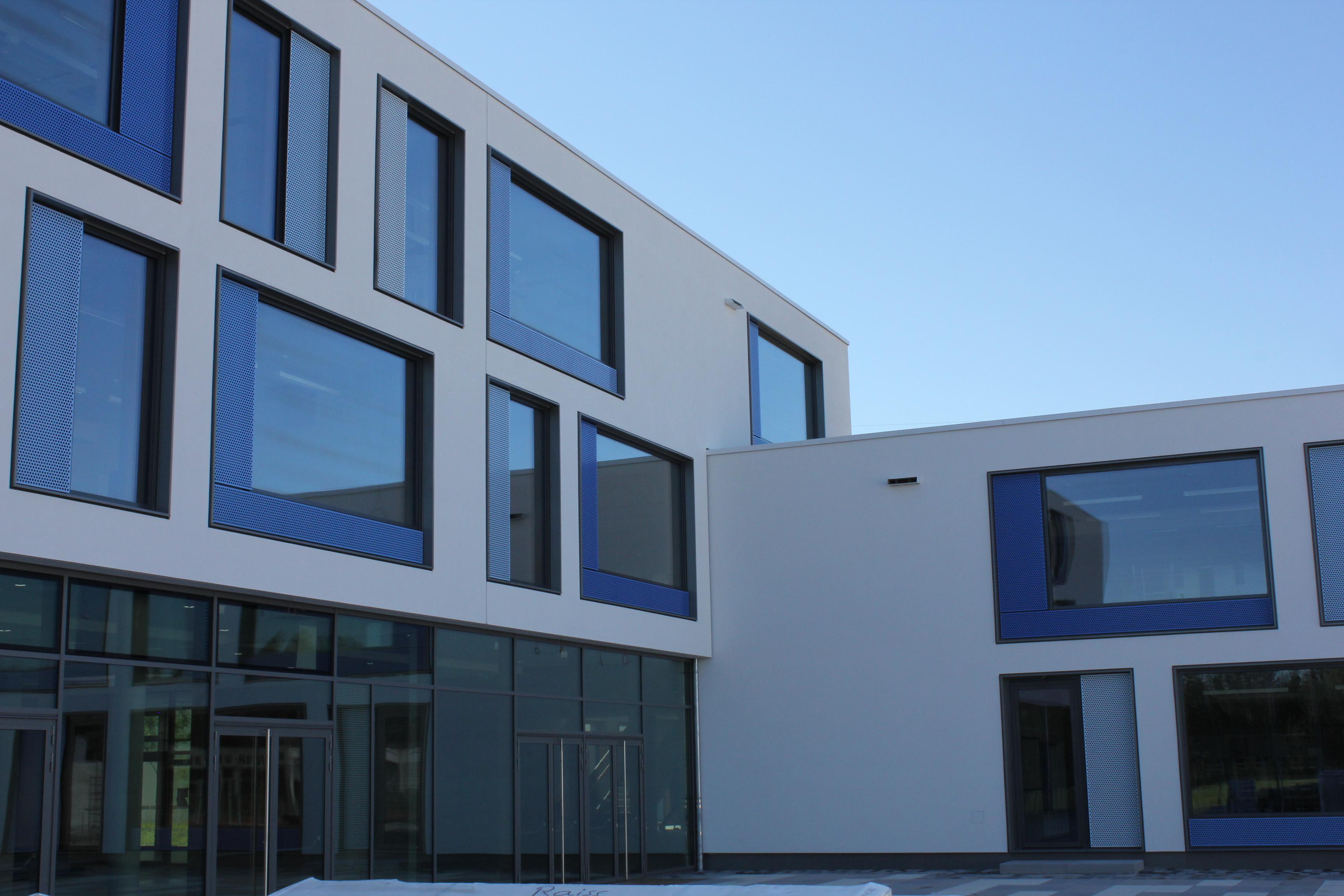
Gymnasium München Nord
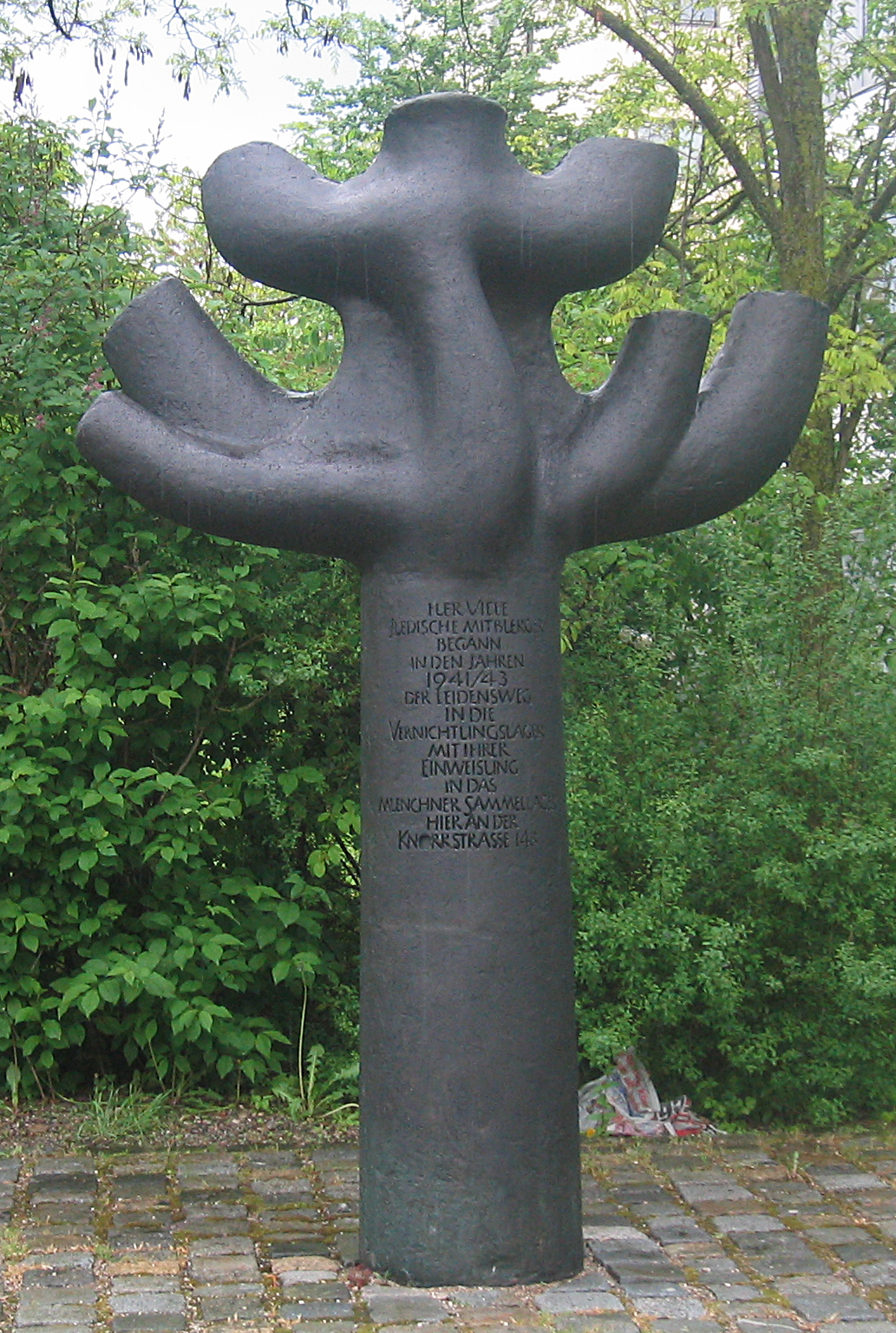
Mahnmal für das Milbertshofener Judenlager
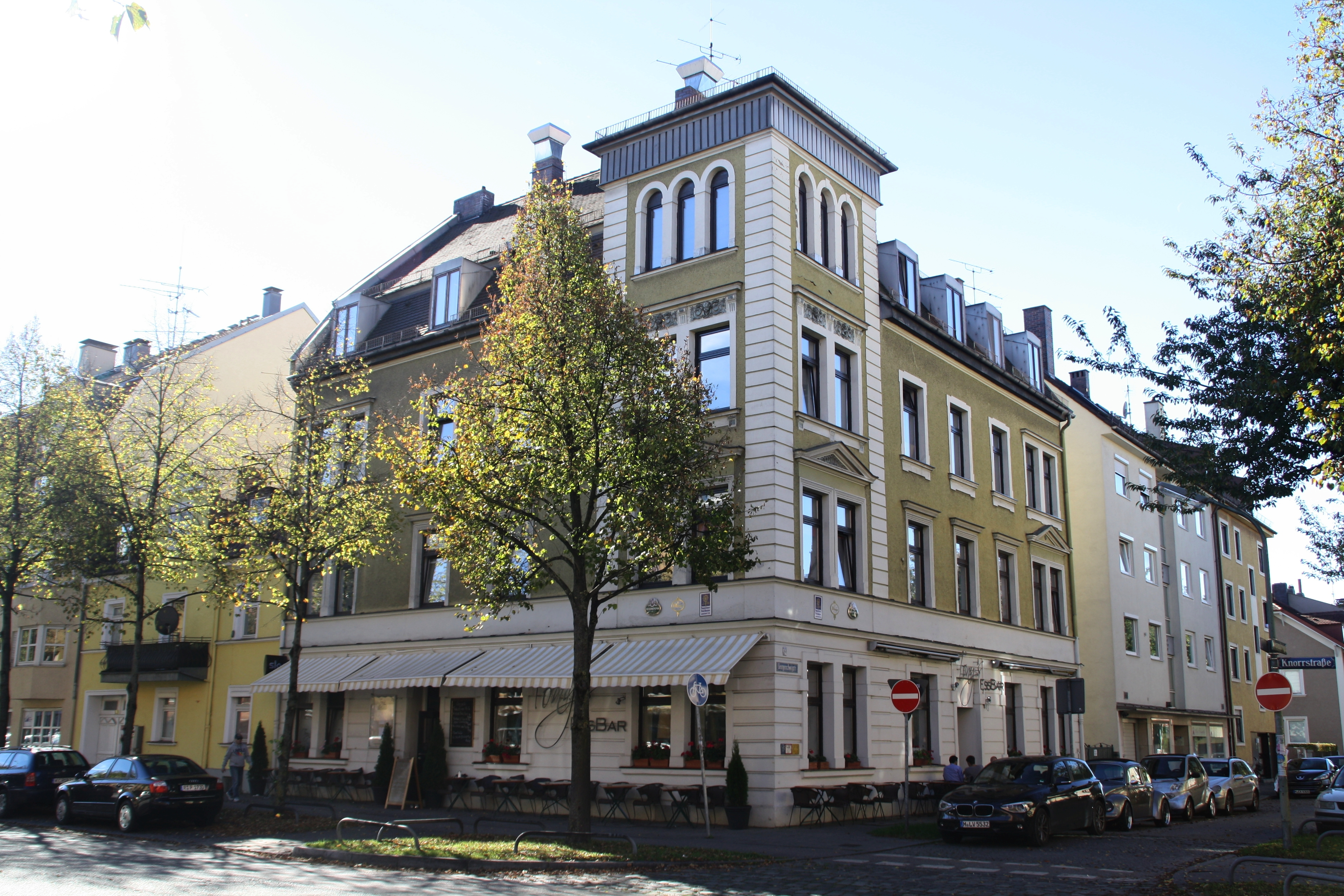
Georgenschwaigstraße 42/Ecke Knorrstraße

## Geschichte
Die Knorrstraße wurde im Jahr 1913 nach der bürgerlichen Münchener Familie Knorr benannt, in der insbesondere der Chemiker Ludwig Knorr, der Erfinder des ersten fiebersenkenden Medikaments, hohe Bekanntheit erlangte.
An der Knorrstraße befand sich von 1917 bis 1974 das Alabama-Depot (heute Nutzung durch BMW) und 1941–1942 das Judenlager Milbertshofen, woran ein Mahnmal an der Knorrstraße erinnert.
Seit 1959 befährt die Straßenbahn die Belgradstraße vom Kurfürstenplatz bis zum Scheidplatz, von 1963 bis 1993 kreuzte die inzwischen stillgelegte Verlängerung der Strecke nach Norden in Richtung Hasenbergl die Knorrstraße an deren nördlichem Ende.

## Trivia
Die in Berlin gegründete und damals ansässige Firma Knorr-Bremse, betrieb seit 1917/1918 an der Knorrstraße u. a. die alten Bayerischen Motorenwerke.